# Acalypha cuprea
Acalypha cuprea là một loài thực vật có hoa trong họ Đại kích. Loài này được Herzog mô tả khoa học đầu tiên năm 1909.